# Pyrethrum pulchrum
Pyrethrum pulchrum là một loài thực vật có hoa trong họ Cúc. Loài này được Ledeb. miêu tả khoa học đầu tiên năm 1829.